# فدراسیون هندبال ایران
فدراسیون هندبال ایران (به انگلیسی: Islamic Republic of Iran Handball Federation) مخفف (IRIHF) نهاد حاکم در هندبال ایران می‌باشد که در سال ۱۳۵۴ تأسیس شده‌است و از نهادهای مسئول سازماندهی تیم ملی هندبال زنان و مردان ایران می‌باشد.

## رؤسای فدراسیون هندبال
مهندس هارون مهدوی در سال ۱۳۵۴ نخستین رئیس این فدراسیون شد. علیرضا رحیمی نیز در دو مقطع و به مدت ۱۸ سال رئیس این فدراسیون بوده‌است. در حال حاضر علیرضا پاکدل ریاست این فدراسیون را بر عهده دارد.